# McLaughlin (cognome)
McLaughlin o MacLaughlin (/məˈklɔːxlɨn/) è un cognome di origine  irlandese e scozzese.

## Varianti
Il cognome McLaughlin presenta numerose varianti, tutte molto diffuse nei paesi di lingua inglese: MacLaughlin, MacLoughlin, McLauchlin, McClaughlin, Laughlin, Loughlin, McLochlan, McLachlan, McLaughlan, MacLochlan, MacLachlan, MacLaughlan, O'Loughlin.

## Origine
Il nome è un'anglicizzazione del gaelico Mac Lochlainn ("figlio del Lochlann").
I McLaughlin, appartenenti originariamente al Cenél nEógain, sono strettamente imparentati con la dinastia O'Neill. Due re d'Irlanda furono Domnall Ua Lochlainn e Muirchertach Mac Lochlainn.
Il Clan Maclachlan di Scozia è anch'esso imparentato con gli O'Neill, ma in realtà non è esattamente della stessa stirpe dei McLaughlin irlandesi. In ogni caso i due sono comunemente confusi.
In gaelico, la parola Lochlainn significa "dei laghi" e si riferisce agli Scandinavi (Vichinghi) dell'ovest della Norvegia.
Per accrescere ulteriormente la confusione, alcuni dei McLaughlin irlandesi erano originariamente O'Melaghlins – discendenti del Re di Meath e in seguito Alto Re d'Irlanda, Máel Sechnaill mac Domnaill (Máel Sechnaill II).

## Persone
- Andrew C. McLaughlin, storico statunitense figlio di immigranti soczzesi
- Ann McLaughlin Korologos, (già nota come Ann Dore McLaughlin) fu Segretario di stato del Lavoro degli Stati Uniti dal 1987 to 1989
- Benny McLaughlin, ex centravanti di calcio statunitense che militò nell'American Soccer League
- Bernard McLaughlin, detto "Bernie, gangster irlandese americano di Charlestown, Massachusetts e capo della banda dei "Fratelli McLaughlin"
- Caleb McLaughlin, attore statunitense